# Klonowo (powiat tucholski)
Klonowo – (niem. Klondorf, Klontal)  wieś w Polsce, położona w województwie kujawsko-pomorskim, w powiecie tucholskim, w gminie Lubiewo.

## Podział i demografia
Podczas germanizacji nazewnictwa na obszarach zaboru pruskiego Niemcy zmienili dotychczasową nazwę urzędową Klonowo na formę Klondorf. W latach 1975–1998 miejscowość należała administracyjnie do województwa bydgoskiego. Według Narodowego Spisu Powszechnego (III 2011 r.) liczyła 651 mieszkańców. Jest trzecią co do wielkości miejscowością gminy Lubiewo.
| SIMC    | Nazwa       | Rodzaj    |
| ------- | ----------- | --------- |
| 0090486 | Ameryka     | część wsi |
| 0090492 | Byki        | część wsi |
| 0090500 | Krowy       | część wsi |
| 0090523 | Lisie Jamy  | część wsi |
| 0090517 | Lisi Kąt    | część wsi |
| 0090530 | Nowe Osady  | część wsi |
| 0090546 | Pioterki    | część wsi |
| 0090552 | Stare Osady | część wsi |
| 0090569 | Szyszkówka  | część wsi |
| 0090575 | Wypychowo   | część wsi |

## Współczesność
W Klonowie działa szkoła z klasami I-III, jednostka ochotniczej straży pożarnej (OSP), oraz 2 sklepy. We wsi znajduje się też kilka ośrodków wypoczynkowych oraz gospodarstw agroturystycznych. W pobliżu wsi znajdują się 2 ośrodki wypoczynkowe położone nad Zalewem Koronowskim: Sokole-Kuźnica oraz Zacisze. Od roku 1998 działa zespół folklorystyczny Klonowiaki, który na licznych pokazach i przeglądach ukazuje, jak kiedyś żyli mieszkańcy tamtej części Borów Tucholskich.